# Суханова Лариса Федорівна
Суханова Лариса Федорівна (1 березня 1923 — 24 серпня 2020) — радянська і українська хормейстерка і педагогиня. Відмінниця народної освіти, хормейстерка Криворізького обласного музичного училища та музичної школи № 1.

## Біографія
Народилася 1 березня 1923 року в Росії, місті Розсош Воронезької області в сім'ї музикантів. Її дід, Іван Гнатович, музикант-самоучка, володів грою майже на всіх музичних інструментах. Всі його восьмеро дітей отримали музичну освіту. Мати Надія Іванівна закінчила Московську консерваторію ім. Гнєсіних за спеціальністю «скрипка». Любов до музики прищепила Ларисі Сухановій саме її мати.
Суханова закінчила в 1955 році Київську державну консерваторію ім. П. І. Чайковського по класу хорового диригування. Навчалася у композитора і завідувача кафедри хорового диригування М. І. Веріковского. Пізніше викладає в Кам'янець-Подільському, Читинському музичних училищах, деякий час диригує солдатським хором при Київському військовому окрузі.
У 1965-му році в Кривий Ріг Ларису Суханову вже як маститого хормейстера запрошує М. І. Ромасенко, перший директор відкритого у 1961 році Криворізького музичного училища. Відтоді вона майже півстоліття керує в Кривому Розі дитячими хоровими колективами, викладає в Криворізькому обласному музичному училищі, а деякий час і в Криворізькому педагогічному інституті. Завдяки їй Криворізьке обласне музичне училище стало «кузнею» хормейстерських кадрів. Маючи багатий педагогічний досвід, щодня готується до занять, розбирає нові музичні твори, вчить напам'ять поезії. Сама Л. Суханова в бесіді з колегами, друзями часто говорить, що інакше, як в оточенні дітей себе не уявляє, а весь сенс вбачає у тому, щоб і себе знайти, і дитині прищепити інтерес до музики, відкрити таланти і дати поштовх до самостійного руху в підкоренні вершин мистецтва. Значну увагу приділяє вихованню молоді. Разом зі студентами відвідує оперні театри, концерти в консерваторіях Києва, Москви, Ленінграда; репетиції видатних хормейстерів відомих хорових колективів СРСР.
1 березня 2013 педагогиня з 70-літнім педагогічним стажем відмічає 90-річчя.

## Нагороди
Дві Почесні грамоти від керівництва міста і області — «За багаторічну сумлінну працю та професіоналізм»; грамота «За відмінну роботу» з підписом художнього керівника Національного заслуженого академічного українського народного хору імені Г. Верьовки, Героя України, народного артиста СРСР, академіка Анатолія Авдієвського.

## Відомі учні Лариси Суханової
Суханова дала путівку в хорове мистецтво багатьом талановитим музикантам, відомим у Кривому Розі, в Україні, а також за їх межами — в Росії, в Німеччині, в Америці, в Ізраїлі. Серед її учнів чимало зірок хорового та сольного співу, в тому числі заслужений працівник культури, керівник хору «Відродження» Криворізького музичного училища Л. Красильникова; викладачі диригентського відділення музучилища С. Пікуль і Е. Калина. У Лариси Суханової вчився Віктор Петриченко, хормейстер, народний артист України, диригент Національної заслуженої академічної капели України «Думка». А криворіжець Ю. Барський є директором консерваторії, організованої в Ізраїлі. Серед її учнів Фурдак Тетяна Дмитрівна, завідувачка науково-методичною комісією хорового диригування, старша викладачка музично-педагогічного відділення факультету мистецтв Криворізького національного університету; Грицишин Олексій Миколайович, автор і виконавець естрадних пісень, композитор, лауреат фестивалю «Червона рута», кавалер нагрудного знаку «За заслуги перед містом».